# کتی، مالی
کتی (به لاتین: Kati) یک منطقهٔ مسکونی در مالی است که در Kati Cercle واقع شده‌است.
 کتی  ۱۱۴٬۹۸۳ نفر جمعیت دارد و ۴۸۱ متر بالاتر از سطح دریا واقع شده‌است.

## خواهرخوانده
شهر ارفورت خواهرخواندهٔ کتی، مالی هست.